# 엘살바도르 혁명정부
엘살바도르 혁명정부(스페인어: Junta Revolucionaria de Gobierno)는 1979년 10월 15일부터 1982년 5월 2일까지 엘살바도르를 통치한 훈타(Junta)의 일종이다. 군인 2명과 민간인 3명으로 구성된 임시 정부였는데 군인으로는 아돌포 아르날도 마하노 라모스(Adolfo Arnaldo Majano Ramos)와 하이메 압둘 구티에레스 아벤다뇨(Jaime Abdul Gutiérrez Avendaño)가, 민간인으로는 기예르모 웅고(Guillermo Ungo)와 마리오 안토니오 안디노(Mario Antonio Andino), 그리고 로만 마요르가 키로스(Román Mayorga Quirós)로 구성되어 있었다. 약자로 JRG라고 한다.
카를로스 움베르토 로메로가 이끄는 반공독재정권에 반대하는 일부 좌익 세력들이 그를 추방시키고 이 정부를 수립했다. 그리고 커피 산업, 설탕 산업 등을 시작했다. 하지만 이 과정에서 좌우 대립이 심해졌고 결국은 엘살바도르 내전으로 번져 수많은 사상자를 내고 만다. 1982년 대선에서 알바로 마가냐가 당선되었고, 훈타는 해체되었다.

## 같이 보기
- 엘살바도르 내전

## 참조
1. ↑  “엘살바도르 또流血충돌 政府軍·게릴라戰鬪 60명死亡”. 동아일보. 1980년 3월 18일.